# David Yip
David Yip (chino: 葉西園, nacido el 4 de junio de 1951) es un actor inglés de ascendencia china.

## Primeros años
Yip nació en Liverpool y estudió en la East 15 Acting School de Londres. Él es el hijo de un padre chino, un marino de la zona del cantón de China y una madre inglesa de Liverpool.

## Carrera
Yip es conocido por jugar el papel principal de Johnny Ho en el drama de la BBC de 1981 The Chinese Detective, notable por su reparto británico étnico. Él también interpretó a Michael Choi en el serial Brookside entre 1989 y 1990. Él también tuvo una pequeña parte en Doctor Who en la historia Destino de los Daleks en 1979 e interpretó al dueño de una fábrica en Casualty.
Sus créditos en cine incluyen interpretar a Wu Han en Indiana Jones and the Temple of Doom y al agente de enlace de la CIA Chuck Lee en la película de James Bond de 1985 A View to a Kill.
Él interpretó la obra de radio The Inventor of Fireworks, escrita por Benjamin Yeoh para BBC Radio 3 en enero de 2004.
Yip escribió una obra de teatro llamada Gold Mountain, que fue hecho para Liverpool Capital of Culture 2008, pero debido a problemas de escritura, se retrasó. Se basa en la vida de su padre. Se estrenó el 6 de octubre de 2010, en el Unity Theatre de Liverpool y fue realizada nuevamente en el 2012.

## Vida personal
David Yip es un practicante del budismo nichiren y es miembro de la Sōka Gakkai Internacional. Actualmente vive en Oxfordshire con su esposa Virginia.